# Ochrotrichia confusa
Ochrotrichia confusa är en nattsländeart som först beskrevs av Morton 1905.  Ochrotrichia confusa ingår i släktet Ochrotrichia och familjen smånattsländor. Inga underarter finns listade i Catalogue of Life.